# フィリピンパブ
フィリピンパブ（和製英語：Philippines pub）は、日本において主にフィリピン人女性が接客するパブ、飲食店。フィリピン人ホステスとの会話や飲酒、食事の他に、ダンサーによるショーやカラオケなども楽しむことができる。

## 歴史
1970年代に、日本の海外旅行ブームが訪れると、フィリピンは日本に近い事もあって、アメリカ合衆国のオアフ島やグアム島の次に入る程の人気のある観光地となっていた。特にマニラ市は、歓楽街が充実しており、多くの日本人男性を魅了していた。ところが1985年あたりから、フェルディナンド・マルコス政権のクーデターをきっかけに『危険な国』として、一斉に旅行ツアーが廃止となり、日本人客の足は遠いていった。
日本には、1960年代から数多くのフィリピンバンドが日本に出稼ぎに来ていた。その多くは、ディスコやクラブでの演奏が主体であり、その流れからフィリピン人の入国は興行査証が占めていた。1980年代頃から、キャバレーにフィリピン人のエンターテイナーを『ホステス』として起用する興行師が出てくる。始めの頃は、若いフィリピン人女性は普通のキャバレーにヘルパーとして使われ始めていた。
しかしバブル景気を迎える頃、マニラ市の繁華街から日本人を始めとする外国人観光客が激減したことで、大勢のフィリピン人ホステスが多数来日することになる。そして、外国人パブやフィリピン人だけ集めたパブが登場し、人気を集める事となる。特に若い女の子が集まらない地方においては、フィリピンパブは人気があり日本各地に増えていった。
最盛期の2004年（平成16年）には、年間8万人以上のフィリピン女性が興行ビザで来日し労働していた。北海道から沖縄、八丈島に至るまで、日本全国ほとんどにフィリピンパブが存在していたが、大阪府だけは（暴力団の資金源になることを恐れた大阪府警察による手入れにより）他の都市圏に比べ極端に少なかった。
2004年、アメリカ合衆国国務省による『人身売買に関する年次報告書』の中で、日本が人身売買容認国として名指しされた。数十万人いた興行査証での若い外国人女性の日本入国を「性的搾取による人身売買であり、被害者である外国人女性を全く保護していない」と報告書で批判した。
当時、日本の外交政策の最優先戦略であった国連安全保障理事会入りの目標があったこともあり、日本国政府（第2次小泉内閣）はなんら反論することなく、すぐに外務省や法務省は、興行査証の運用の厳格化を決めた。具体的には、対象エンターテイナーの過去の実績要件・契約金額の厳正適用・過去の入国時の違法行為の有無重視などである。入国管理局によって多少のずれはあったものの、これにより、名目タレント実質ホステスの来日は、観光査証等で入国後の不法滞留（オーバーステイ）などの特殊ケースを除き、フィリピン人に限らず全て門戸を閉ざされることになった。
通常50平米2DKのアパートに、二段ベッドを置き6人位が寮として共同生活をしていた。給料は4万円前後で、ひと月に1日程度休みが与えられた。これは日本ではあり得ない低賃金であったが、それでも食住が提供されていた事で、少ない給料を貯めてフィリピンに送金や帰国する事ができた。
2006年（平成18年）、予想通り、興行ビザの発給は従来比10%程度に激減した。その結果、日本各地にあったフィリピンパブのほとんどは大打撃を受けた。
2007年（平成19年）現在のフィリピンパブでは、ほとんどが興行ビザでの就労ではなく、アルバイト契約で労働に従事している。
1. 日本人との結婚や育児で、滞在許可や永住権がある者
2. 親族訪問ビザで来日しているフィリピン人
3. なんらかの形（興行あるいは親族訪問・観光査証等）で来日し、査証期限後も続けて滞在する（＝不法滞在（オーバーステイ））

この中で、2.および3.は違法就労にあたる。また、1.の滞在許可を得るための偽装結婚も激増し、偽装結婚ブローカーに多額の借金を負わされ、半ば強制労働をさせられるケースもある。入国管理局による摘発も（偽装結婚の真偽確認が）困難である事から、こうした問題はさらに加速していく可能性がある。
全盛期、人材のリクルートはマニラ首都圏・アンヘレス・セブ・ダバオなどを中心に各地で行われており、専門斡旋するエージェントや日本側のブローカー・プロモーターが存在していた。これらの業者は現地のディスコやカラオケなどの歌手・ダンサー・奇術師・コメディアンなどを周旋したり、日本側のパブのオーナーの依頼によるオーディションを開催して集めた中から選りすぐったエンターテイナーを確保して興行ビザを取得し、日本各地に送った。
エンターテイナーは日本側のプロモーターと契約し、プロモーターがパブと契約する方式だった。興行査証での招聘可能の人数にはプロモーターの社員数・パブの控え室やステージ面積が影響しており、また違法行為（ホステス業務・逃亡・不法滞在など）が発生発覚すると、入国管理局からのペナルティとして人数枠の削減や申請却下が下された。
一方フィリピン政府は、出国するエンターテイナーに公的資格制度を導入して、名目上は素人が簡単に訪日することを防いだが、逆にその資格の取得に絡んでの汚職や賄賂が問題となった。また、簡単に偽造パスポートを入手できる環境のため、実際は18歳未満でも、他人の名前で来日したケースも少なくない。
興行査証で来日した多くの実質ホステスたちにとっては、日本での3か月（ないし6か月）の出稼ぎは、売上げのノルマやホームシック、異国でのフラストレーションはあったにせよ、基本的に現地では到底手にすることの出来無い現金を手にして帰国できる夢のような幸運で、多くの志願者で現地のオーディションは常に盛況であった。帰国前日の最終日のサヨナラパーティーで、パブの店長やお客たちへの感謝をこめて、挨拶をしながら涙を流す沢山のフィリピン人が居た事は事実である。
彼女たちは、客と毎日話す事により、短期間で日本語を習得していった。日本でホステスになると知らずに、歌手になれると思って来日した者も、初期には多少はいたが、2000年当時は有名無実化していた。ほとんどの場合、お客に対するホステス業務が主体で、カラオケを客と唄うことはあっても、ステージでショータイムを設けて、歌ったり踊ったりするパブは滅多になかった。
2004年以降は、不法残留や違法入国者に対する入国管理局の捜査が厳しくなり、興行査証自体の発給要件も厳格化されたために、すでに日本人と結婚している者が多くなりエンターテイナーの平均年齢は急激に上昇し、現在は以前のような活況は見られない。

## 文化
興行ビザでの外国人女性は、他にも、ロシア人や東欧各国、南米各国、中国人、韓国人、タイ人、インドネシア人等もいたが、最盛期である1990年代後半から2000年にかけてのデータではその大半がフィリピン人であった。
日本国内での数十年に渡るフィリピン人タレントの就労で、多くの日本人が手軽に異国人に接することができ、フィリピンパブ愛好家や、フィリピン人女性と結婚する日本人男性も多く、業界も大きくなり飲食業界における一つの文化となっていた。

## 社会問題
フィリピンパブファンの中で、若く素朴なフィリピン女性を騙し性的関係を持とうとする日本人男性客が年々増加した。その一方、日本人の優越感、外国人コンプレックス等を逆手に取り、日本人男性客を騙し金銭的搾取をするフィリピン女性も増え、フィリピンを嫌う日本人も徐々に多くなる。そういった悪循環が日本社会の中でフィリピンという国やフィリピン人に対する偏見を多く生んでいった。
また、既婚者でありながら妻子を捨てて、フィリピン女性と恋に落ちる日本人男性もいたのが偏見を助長した。
中学生の一部の社会科副教材では、このような興行ビザを取得して来日したフィリピン女性を「ジャパゆきさん＝売春婦」と解説していたことも偏見を助長した。フィリピンでは「ジャパゆきさん」という言葉は、一般的で歌の歌詞に出てきたりテレビで取り上げられることも多々ある。この「ジャパゆきさん」という言葉のルーツは『からゆきさん』である。
多大な利益が期待できるビジネスとなったフィリピンパブの経営に乗り出す悪徳業者も出て、フィリピン人労働者への給料未払いや、賃貸住宅への軟禁、売春強要なども一部あった。そういった状況から逃げ出したフィリピン人は、滞在期限を越えてオーバーステイ（不法滞在）になり入国管理局に検挙されたこともあった。
2009年現在、興行ビザ制限の中で再来日できなくなることを恐れたフィリピン人が、フィリピンへ帰国せずオーバーステイとなるケースが多くなった。

## フィリピンでは
フィリピンでは、多くの女性達が日本での労働で貧困を脱出する成功例が多くなり、ジャパニーズドリームを夢見る多くの女性達が日本行きを目指していた。
また、フィリピンの第一線で活躍するプロのアイドルタレントであっても、日本のパブへの就労経験があるものも多くいる。日本ではルビー・モレノが有名TVタレントとなった。
フィリピンにはプロモーションと呼ばれるタレント養成所が多数でき、全土から集まった数千人の若いフィリピン女性が歌や踊りをレッスンし、日本行きを目指す。また、本国にあるカラオケバー、パブ等で日本行きを待機しているタレントが数百人いる。その多くが地方から都市に来た貧困な若者なので、養成所での生活費や訓練費はプロモーションへの借金であり、借金は日本での就労後に給料から返済するというシステムである。
また、上記の借金以外にも所属するプロモーションのコミッションの他、フィリピン人マネージャーのコミッションが給料の30～50%（契約次第では50%以上）を占めるため、彼女達の手取り収入は非常に少ない（とはいえ、本国で働くよりも高額の給料を得られる）。実際は4万円で月に1、2回の休日で日本では労働基準法に満たない条件で働かされていた。
日本への渡航費用、滞在費、食費の一部は日本サイドの業者等が支給している。また、初回分の給料は来日する前に支給される。このような恵まれているシステムは日本だけである（これらが支払われていない、本人の借金であるという誤解は、日本人客から金銭的援助を受けるためのタレントの方便であることが多い）。
現在は査証取得、入国の際に指紋採取を伴うJ-BISなど、来日が非常に難しくなり、容易に査証が下りる国（韓国、台湾、香港、マカオ、中東等）に海外就労する傾向にある（が、これら各国への就労は工場、家政婦等であり、フィリピンパブ等の水商売は非常に少ない）。その中でも韓国については、タレント業務として召喚されるも、売春強要といった展開がほぼ全てである。また彼女らの中では、韓国人客はチップを支払わない事で知られている。